# Tapetklister
Tapetklister är som namnet antyder namngivet efter dess användande som klister när man sätter upp tapeter. Hemmagjort eller köpt, används tapetklister vid tillverkning av papier maché och för affischering.